# 滋賀県道192号福堂今線
滋賀県道192号福堂今線（しがけんどう192ごう ふくどういません）は、滋賀県東近江市を通る一般県道である。

## 概要
東近江市福堂町から東近江市今町に至る。福堂町付近の90度カーブ以外目立ったカーブはない。

### 路線データ
- 起点：東近江市福堂町（滋賀県道52号栗見八日市線交点）
- 終点：東近江市今町（今交差点、滋賀県道2号大津能登川長浜線交点、滋賀県道203号佐生今線終点）
- 総延長：4.1 km

## 地理

### 通過する自治体
- 東近江市

### 交差する道路
| 交差する道路                                      | 交差する場所 | 交差する場所    |
| ------------------------------------------------- | ------------ | --------------- |
| 滋賀県道52号栗見八日市線                          | 福堂町       | 起点            |
| 滋賀県道194号柳川能登川線                         | 小川町       | 小川交差点      |
| 滋賀県道2号大津能登川長浜線 滋賀県道203号佐生今線 | 今町         | 今交差点 / 終点 |

### 沿線
- 東近江市立能登川保育所こばと園
- 東近江市立能登川東小学校